# Herment
Herment je francouzská obec v departementu Puy-de-Dôme v regionu Auvergne. V roce 2009 zde žilo 272 obyvatel. Je centrem kantonu Herment.